# Siouxsie and the Banshees

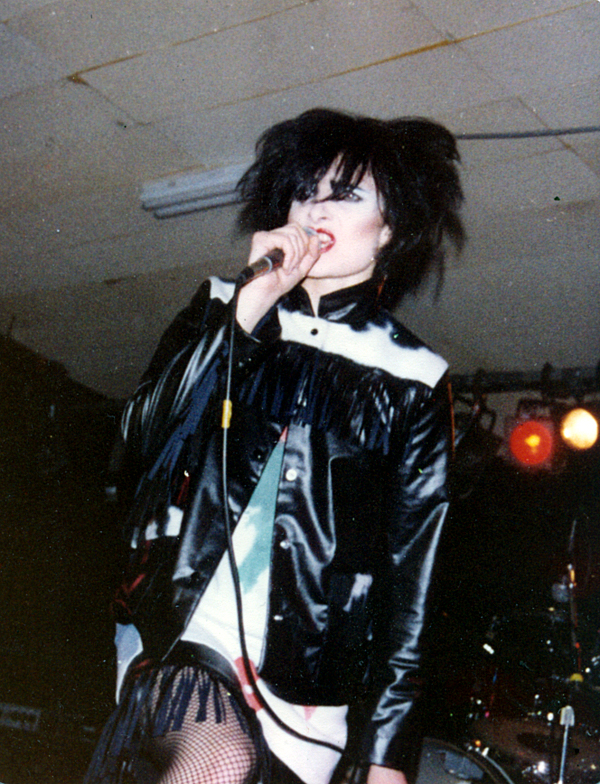
Siouxsie (1980)

Siouxsie and the Banshees byla anglická post punková hudební skupina, založená roku 1976. Bývá označována za jednu z nejvlivnějších kapel 70. a 80. let. Svou hudební kariéru začali s deskou The Scream, která společně s prvními singly začlenila kapelu mezi post-punková hnutí, generaci nové vlny, která vedla k vybuzení punk rockové revoluce ve Spojeném království. V osmdesátých letech zařadila skupinu její ponurá až trýznivá hudba do oblasti gothic rocku a alternativní rock. Nejslavnější písně v Anglii jsou „Happy House” (1980), „Christine” (1980), „Spellbound” (1981) a „Cities in Dust” (1985). Díky tomu popularita kapely během 80. let rostla, ve Spojených státech dosáhly dva popové singly, „Peek-a-Boo“ a „Kiss Them for Me“, na umístění v žebříčku Billboard Hot 100. Mezi dosud nejúspěšnější alba patří již zmíněné The Scream (1978), Kaleidoscope (1980), Juju (1981) a Peepshow (1988).

## Historie
Skupinu vedla hned od začátku tvrdou rukou Siouxsie Sioux, vlastním jménem Susan Janet Dallon (* 1957), původní člen je také baskytarista Steven Severin členy tzv. bromleyského kontingentu. V původní sestavě, při prvním vystoupení v londýnském Clubu 100 v září 1976 v rámci historicky prvního festivalu punkové hudby, hrál na bicí i Sid Vicious.
V roce 1978 vychází první album Siouxsie and the Banshees The Scream, které je dodnes mnoha hudebními kritiky považováno nejen za jeden z nejlepších debutů, ale dokonce za jednu z nejlepších desek v historii rockové hudby vůbec.
V kapele se vystřídalo spoustu kytaristů, jako např. Marco Pirroni, později u Adam Ant nebo dokonce i Robert Smith z The Cure či John McGeoch z bývalých Magazine. Za bicí se v roce 1980 posadil někdejší člen The Slits s přezdívkou Budgie, pozdější životní partner Siouxsie. Budgie byl jeden čas považován za jednoho z nejlepších rockových bubeníků.
Siouxsie vystupovali dvakrát v Praze, poprvé na vydařeném koncertě v Lucerně krátce po revoluci, po druhé u příležitosti vydání alba The Rapture, v kongresovém paláci. I svůj úplně poslední koncert odehráli v České republice, přesněji v Brně v hale na Vodové v roce 1995.
Své poslední album nazvané The Rapture kapela vydala v roce 1995. Producentem nahrávky byl velšský hudebník John Cale. Ten později vystupoval i s kapelou The Creatures, v níž rovněž působili Siouxsie Sioux a Budgie.
Banshees byli ve své době jednou z nejzajímavějších post punkových skupin, utvářeli styl gothického rocku a svým významem ovlivnili hudební hnutí osmdesátých let.
Za zmínku také stojí píseň „Face to Face“, která zazněla v Batmanovi. Společně s Budgiem vytvořila Siouxsie projekt The Creatures a vydali několik alb. V roce 2007 již osamostatněná Siouxsie vydala sólové album Mantaray. Úvodní skladba je převedena do videoklipu.

## Diskografie

### Siouxsie and the Banshees
- The Scream (1978)
- Join Hands (1979)
- Kaleidoscope (1980)
- Juju (1981)
- A Kiss in the Dreamhouse (1982)
- Nocturne (live) (1983) (DVD) (2006)
- Hyaena (1984)
- Tinderbox (1986)
- Through the Looking Glass (1987)
- Peepshow (1988)
- Superstition (1991)
- The Rapture (1995)
- The Best Of Siouxsie and the Banshees (2002)
- Seven Year Itch (live dvd & cd) (2003)
- Downside Up (55 b-sides) (2004)
- At The BBC (1 dvd + 3 cds) (2009)

### Siouxsie Sioux
- 2005 - Dreamshow (live dvd - London 2004)
- 2007 - Mantaray
- 2009 - Finale : The Last Mantaray And More Show (live dvd - London 2008)

### The Creatures (Siouxsie & Budgie)
- 1983 - Feast
- 1989 - Boomerang
- 1997 - A bestiary of (compilation : 'Wild things'E.P 1981, 'Feast' Album-1983, 'Right now' single-1983)
- 1999 - Anima Animus
- 2004 - Hai!